# 萝扎·雷姆巴耶娃
萝扎·库安内什克孜·雷姆巴耶娃（Roza Quanyşqyzy Rymbaeva，1957年—），苏联和哈萨克斯坦歌手。1986年获哈萨克苏维埃社会主义共和国人民艺术家称号。曾于20世纪90年代初来华举办音乐会。